# 重灌大碟洛克人Zero·終極
重灌大碟洛克人Zero·終極（英文：  (Telos) ）是將電玩遊戲洛克人Zero3的遊戲音樂重新混音，加上廣播劇灌製而成的唱碟。
副題「終極」可以是指「奧米加」，或者Zero與拜魯和奧米加一百年間的了斷。

## 大碟曲目

### 碟一‧奇尼亞

1. 「標題‧叄」。標題畫面。
2. 「尼奧‧阿魯卡地亞進行曲」。故事序幕之曲，簡介上集的事件發展。
3. 「禁斷方舟」。故事開場時，反抗軍到達「毀壞之太空船」調查時之曲。
4. 「爆發」。序章關卡「毀壞之太空船」之曲。
5. 「闇蓋寰瀛」。形勢緊張之曲。
6. 「放逐者─奧米加─」。奧米加的主題音樂。
7. 「奧米加戰」。奧米加（第一型態）戰之曲。
8. 「拜魯之咒」。拜魯博士的主題音樂。
9. 「任務戰績‧叄」。關卡完成後的表現總結。
10. 「幻彩」。未有任務進行時之曲。
11. 「眼罩之瞳」。任務開始時與操作員通訊之曲。
12. 「火山」。關卡「阿高尼斯火山之基地」之曲。
13. 「水城」。關卡「海上之公路跡地」之曲。
14. 「再生機械」。關卡「兵器再生工場」之曲。
15. 「舊居地」。關卡「舊居住區」之曲。
16. 「奇尼亞與皮尼亞」。寶寶精靈的主題音樂。
17. 「衝突‧叄」。中首領戰曲。
18. 「最後倒數」。關卡「導彈工場」（前半）之曲。
19. 「奧米加導彈」。關卡「導彈工場」（後半）之曲。
20. 「暗黑精靈─改編版─」。暗黑精靈之主題音樂。
21. 「為了無盡之戰‧叄」。關卡「夕闇之砂漠」之曲。
22. 「砂三角‧貳」。關卡「東風森林」之曲。
23. 「滲入‧貳」。關卡「冰之前線基地」之曲。
24. 「尼奧‧阿魯卡地亞‧叄」。關卡「X區─2」之曲。
25. 「冷笑」。關卡「能源設施」之曲。
26. 「雪粉上的痕跡」。關卡「雪原」之曲。
27. 「淹沒的記憶」。關卡「水沒之圖書館」之曲。
28. 「高速升降機」。關卡「巨大升降台」之曲。

### 碟二‧皮尼亞

1. 「地獄玄關大開」。關卡「尼奧‧阿魯卡地下」之曲。
2. 「碎拍」。首領戰曲。
3. 「審判日」。奧米加第二型態戰之曲。
4. 「回到Zero」。杰洛回憶在「地下研究所」甦醒時之曲。
5. 「魔神降臨」。奧米加最終型態現身之曲。
6. 「炮彈」。奧米加最終型態戰之曲。
7. 「我，Zero，你的同伴」。結局尾場曲。
8. 「不朽赤紅」。製作组列表。
9. 「研究室─雪兒系統─」。附加小遊戲雪兒編的音樂，依《意念》的「研究室」而混音。
10. ╱
「回憶‧妖精戰爭」╱「思╱妖精戰爭」。廣播劇：X回想與杰洛一起在妖精戰爭時與奧米加戰鬥時的情況，以及其後杰洛被封印前夕時與X的對話。
11. ╱
「紀錄‧發條蘋果」╱「史╱禁忌」。廣播劇：艾爾畢斯回想自己還是尼奧‧阿魯卡地亞量產的調查型思考型機械人，型號 TK-31 時的經歷：在「水沒之圖書館」調查時，發現舊時代妖精戰爭時的資料和「艾爾畢斯計劃」。
12. ╱
「紀錄‧非正規的熱情」╱「史╱希望」。廣播劇：艾爾畢斯的回憶：他在「水沒之圖書館」的調查中發現絕密資料，之後被賢將哈路比亞以叛國的罪名欲將他拒捕，突然反抗軍攻入，使艾爾畢斯得以逃走，但他認為自己已被尼奧‧阿魯卡地亞所放棄，孑然決定獲得更大的力量， TK-31 易名「艾爾畢斯」。
13. ╱
「決定‧八審官」╱「司╱良好的選擇」。廣播劇：八審官對尼奧‧阿魯卡地亞政策的判決，與他們和哈路比亞的對話。
14. ╱
「日記‧阿露特的好一天」╱「誌╱阿露特的好一天」。廣播劇：阿露特為寶寶精靈命名一事而煩惱，詢問新反抗軍各人意見時的經歷。
15. ╱
「意向‧拜魯一眾」╱「志╱厄禍來臨」。廣播劇：鬥將法夫尼魯和妖將妮花亞妲被奧米加所重創。哈路比亞旁述奧米加封印被解、拜魯回歸，一百年前的災難再現前夕。八審官宣稱已歸拜魯旗下並挑釁哈路比亞。
16. ╱
「意向‧光與闇」╱「志╱彷徨之魂」。廣播劇：X與幻影在數碼空間談論拜魯事件的進程和佈署對策。
17. ╱
「意向‧決立戰鬥」╱「志╱為誰而為」。廣播劇：法夫尼魯和妮花亞妲在數碼空間遇見X和幻影，四人談論拜魯事件的真相與四天王二人對X效忠，決意向拜魯一戰。
18. ╱
「意向‧正義同在」╱「志╱反擊」。廣播劇：四天王三人聯手攻入拜魯的地下研究所，決心制止拜魯的野心，並遵守自己的使命。
19. ╱
「回憶‧無盡夢」╱「思╱魂，幾星霜」。廣播劇：X仍對人類與思考型機器人之間的和平有著希望，並相信杰洛能夠對之守護。

## 工作人員
聲優：
- Zero：風間勇刀
- 雪兒：田中理惠
- 賢將哈路比亞：緒方惠美
- 鬥將法夫阿魯：中井和哉
- 妖將妮花阿妲：今井由香
- 隱將幻影：稻田徹
- X：水宇大宙
- 奧米加：諏訪部順一
- 阿露特：廣橋涼
- 安德爾：西川幾雄
- 艾爾畢斯：カシワクラツトム
- 地巨三頭犬‧基路伯因：江川央生
- 九火妖狐‧霍斯妲：矢薙直樹
- 寒影雪兔‧伊拉比達：廣津佑希子
- 殺舞螳螂‧孟達斯：平井啟二

## 外部連結
- （日語）《重灌大碟洛克人Zero·終極》唱片官方網站主頁 （页面存档备份，存于）